# Савелли, Доменико
Доменико Савелли (итал. Domenico Savelli; 15 сентября 1792, Спелонкато, королевство Франция — 30 августа 1864, Рим, Папская область) — итальянский куриальный кардинал. Про-губернатор Рима и генеральный директор полиции с 13 ноября по 29 декабря 1847. Министр полиции Папской области с 29 декабря 1847 по февраль 1848. Вице-камерленго Святой Римской Церкви с 20 мая 1848 по 7 марта 1853. И.о. министра внутренних дел Папской области с 9 августа 1849 по 1850. Министр внутренних дел Папской области 1850 по 1853. Кардинал-дьякон с 7 марта 1853, с титулярной диаконией Санта-Мария-ин-Аквиро с 10 марта 1853.